# François Dukers

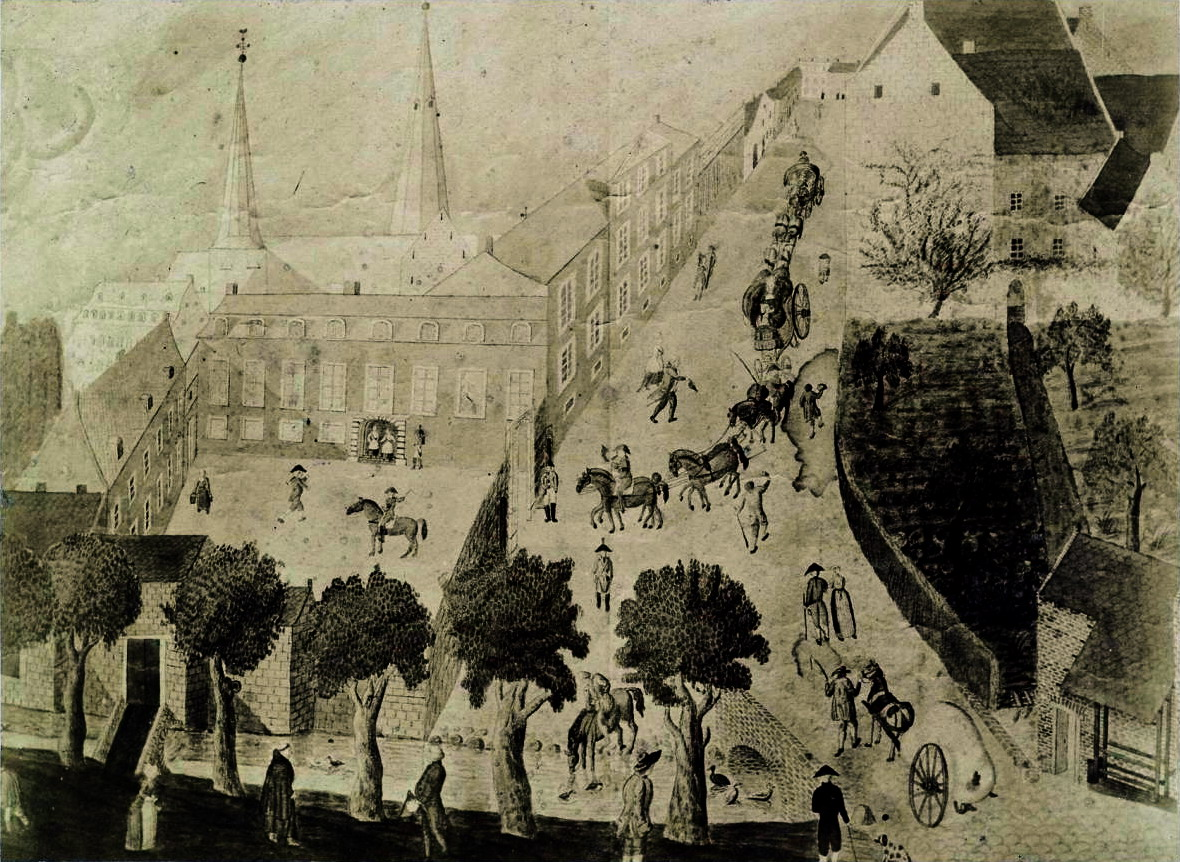
Abdij van Thorn, waar Dukers huisarchitect was.

François Dukers (18e eeuw) was een architect van het prinsbisdom Luik, onder het ancien régime. 
Hij was een tijdgenoot van Etienne Fayen, een andere barokarchitect in het prinsbisdom. Dukers ontwierp enkele gebouwen voor de prinsbisschop en maakte carrière nadat hij in dienst was getreden van prinses Maria Cunigunde van Saksen. Maria Cunegonde was abdis van Thorn en van Essen. Hij sleepte er een belangrijk contract in de wacht (17 oktober 1781) ter waarde van 28.000 florijnen. Dit contract leidde naar een belangrijke uitbouw van de abdij van Thorn. Dukers werd huisarchitect en vertrouwenspersoon van de abdis, omdat hij de belangrijke opdracht tot een goed einde bracht. Abdis Maria Cunegonde stuurde hem naar een andere abdij van haar, Essen, om ook daar bouwwerken op te zetten. Dukers kreeg van de abdis fondsen om in Frankrijk kunstwerken op te kopen voor het abdijvorstendom. De kunstwerken plaatste Dukers in de abdijkerk, in het paleis van de abdis en in de appartementen bestemd voor de prins-bisschop van Luik wanneer deze op bezoek was.
Over geboorte- en sterfdatum is niets bekend. Hij had een zoon, François-Joseph Dukers (1792-1831), die eveneens architect in Luik werd.